# Campeonato Europeu de Atletismo em Pista Coberta de 2015 - Salto com vara masculino
A prova do salto com vara masculino  do Campeonato Europeu de Atletismo em Pista Coberta de 2015 foi disputada entre os dias 6 e 7 de março de 2015 no O2 Arena em Praga, República Checa. 

## Recordes
Antes desta competição, os recordes mundiais e do campeonato nesta prova eram os seguintes:
|                       | Nome              | Nacionalidade | Altura  | Local   | Data                    |
| --------------------- | ----------------- | ------------- | ------- | ------- | ----------------------- |
| Recorde mundial       | Renaud Lavillenie | França        | 6m 16cm | Donetsk | 15 de fevereiro de 2014 |
| Recorde do campeonato | Renaud Lavillenie | França        | 6m 03cm | Paris   | 5 de março de 2011      |
| Recorde europeu       | Renaud Lavillenie | França        | 6m 16cm | Donetsk | 15 de fevereiro de 2014 |

Os seguintes recordes foram estabelecidos durante esta competição: 
| Data       | Evento | Atleta            | Nacionalidade | Altura  | Notas                 |
| ---------- | ------ | ----------------- | ------------- | ------- | --------------------- |
| 7 de março | Final  | Renaud Lavillenie | França        | 6m 04cm | Recorde do campeonato |

## Medalhistas
| Ouro                    | Prata                   | Bronze            |
| Renaud Lavillenie (FRA) | Aleksandr Gripich (RUS) | Piotr Lisek (POL) |

## Cronograma
Todos os horários são locais (UTC+2).
| Data       | Hora  | Evento       |
| ---------- | ----- | ------------ |
| 6 de março | 10:15 | Qualificação |
| 7 de março | 17:00 | Final        |

## Resultados

### Qualificação
Qualificação: 5,75m (Q) ou os 8 melhores qualificados (q).
| Posição | Atleta                 | Nacionalidade | 5.05 | 5.25 | 5.45 | 5.60 | 5.70 | Resultados | Notas           |
| ------- | ---------------------- | ------------- | ---- | ---- | ---- | ---- | ---- | ---------- | --------------- |
| 1       | Aleksandr Gripich      | Rússia        | –    | o    | o    | o    | o    | 5.70       | q               |
| 1       | Robert Sobera          | Polónia       | –    | –    | o    | o    | o    | 5.70       | q               |
| 3       | Konstadinos Filippidis | Grécia        | –    | –    | o    | xo   | o    | 5.70       | q               |
| 3       | Tobias Scherbarth      | Alemanha      | –    | –    | xo   | o    | o    | 5.70       | q, =            |
| 5       | Jan Kudlička           | Chéquia       | –    | –    | xo   | xxo  | o    | 5.70       | q,              |
| 6       | Piotr Lisek            | Polónia       | –    | –    | o    | xo   | xo   | 5.70       | q               |
| 7       | Renaud Lavillenie      | França        | –    | –    | –    | –    | xxo  | 5.70       | q               |
| 8       | Anton Ivakin           | Rússia        | –    | –    | o    | o    | xx–  | 5.60       | q               |
| 8       | Valentin Lavillenie    | França        | –    | –    | o    | o    | xxx  | 5.60       | q               |
| 10      | Didac Salas            | Espanha       | –    | o    | xo   | o    | xxx  | 5.60       | Recorde pessoal |
| 11      | Mareks Ārents          | Letônia       | –    | o    | o    | xxo  | xxx  | 5.60       | =               |
| 12      | Michal Balner          | Chéquia       | –    | –    | o    | xxx  |      | 5.45       |                 |
| 13      | Carlo Paech            | Alemanha      | –    | xo   | o    | xxx  |      | 5.45       |                 |
| 14      | Per Magne Florvaag     | Noruega       | o    | o    | xo   | xxx  |      | 5.45       | Recorde pessoal |
| 15      | Oleksandr Korchmid     | Ucrânia       | –    | o    | xxx  |      |      | 5.25       |                 |
| 15      | Robert Renner          | Eslovênia     | o    | o    | xxx  |      |      | 5.25       |                 |
| 17      | Eirik Greibrokk Dolve  | Noruega       | xo   | o    | xxx  |      |      | 5.25       |                 |
| 18      | Diogo Ferreira         | Portugal      | –    | xo   | xxx  |      |      | 5.25       |                 |
| 19      | Kārlis Pujāts          | Letônia       | o    | xxx  |      |      |      | 5.05       |                 |
| 20      | Veiko Kriisk           | Estónia       | xo   | xxx  |      |      |      | 5.05       |                 |
| 20      | Ján Zmoray             | Eslováquia    | xo   | xxx  |      |      |      | 5.05       |                 |
| 21      | Edi Maia               | Portugal      | xxx  |      |      |      |      | NM         |                 |
| 21      | Kévin Menaldo          | França        | –    | –    | xxx  |      |      | NM         |                 |
| 21      | Mikkel Nielsen         | Dinamarca     | xxx  |      |      |      |      | NM         |                 |

### Final
A final foi realizada às 17:00 no dia 7 de março de 2015.  
| Posição           | Atleta                 | Nacionalidade | 5.45 | 5.55 | 5.65 | 5.75 | 5.80 | 5.85 | 5.90 | 5.95 | 6.04 | 6.17 | Resultados | Notas                |
| ----------------- | ---------------------- | ------------- | ---- | ---- | ---- | ---- | ---- | ---- | ---- | ---- | ---- | ---- | ---------- | -------------------- |
| Medalha de ouro   | Renaud Lavillenie      | França        | –    | –    | –    | o    | –    | –    | o    | –    | xo   | xxx  | 6.04       | ,                    |
| Medalha de prata  | Aleksandr Gripich      | Rússia        | xo   | o    | xo   | o    | x–   | o    | x–   | xx   |      |      | 5.85       | Recorde pessoal      |
| Medalha de bronze | Piotr Lisek            | Polónia       | o    | –    | xo   | o    | o    | xo   | xxx  |      |      |      | 5.85       |                      |
| 4                 | Robert Sobera          | Polónia       | xo   | –    | xo   | o    | o    | xx–  | x    |      |      |      | 5.80       |                      |
| 5                 | Konstadinos Filippidis | Grécia        | xo   | o    | o    | o    | xxx  |      |      |      |      |      | 5.75       | Recorde da temporada |
| 6                 | Valentin Lavillenie    | França        | o    | –    | xo   | xx–  | x    |      |      |      |      |      | 5.65       |                      |
| 7                 | Anton Ivakin           | Rússia        | x–   | o    | xo   | x–   | xx   |      |      |      |      |      | 5.65       |                      |
| 7                 | Jan Kudlička           | Chéquia       | xo   | –    | xo   | x–   | xx   |      |      |      |      |      | 5.65       |                      |
| 9                 | Tobias Scherbarth      | Alemanha      | o    | –    | xxx  |      |      |      |      |      |      |      | 5.45       |                      |

Legenda
| Recorde mundial       | Recorde mundial (World record)               |                       | Recorde africano                      | Recorde africano (African) |                                           | Q | Classificado por posição (Qualified) |
| Recorde do campeonato | Recorde do campeonato (Championship record)  | Recorde da América    | Recorde da América (Americas)         | q                          | Classificado por melhor tempo (Qualified) |   |                                      |
| Melhor marca do ano   | Melhor marca do ano (World leading)          | Recorde asiático      | Recorde asiático (Asian)              | DNS                        | Não largou (Did not start)                |   |                                      |
| Recorde nacional      | Recorde nacional (National record)           | Recorde europeu       | Recorde europeu (European)            | DNF                        | Não terminou (Did not finish)             |   |                                      |
| Recorde pessoal       | Recorde pessoal do atleta (Personal best)    | Recorde da Oceania    | Recorde da Oceania (Oceania)          | DSQ / DQ                   | Desclassificado (Disqualified)            |   |                                      |
| Recorde da temporada  | Recorde da temporada do atleta (Season best) | Recorde sul-americano | Recorde sul-americano (South America) | NM                         | Sem marca (No mark)                       |   |                                      |